# Krzysztof Muskalski
Krzysztof Muskalski – lekarz okulista, podróżnik, polski artysta fotograf uhonorowany tytułami Artiste FIAP (AFIAP), Excellence FIAP (EFIAP), Excellence FIAP Bronze (EFIAP/b), Excellence FIAP Silver (EFIAP/s), Excellence FIAP Gold (EFIAP/g), Excellence FIAP Platinum (EFIAP/p). Członek rzeczywisty i Artysta Fotoklubu Rzeczypospolitej Polskiej (AFRP). Członek rzeczywisty Okręgu Świętokrzyskiego Związku Polskich Artystów Fotografików. Członek Jurajskiego Fotoklubu Częstochowa.

## Życiorys
Krzysztof Muskalski jest absolwentem Wydziału Lekarskiego w Zabrzu oraz Śląskiej Akademii Medycznej w Katowicach. Związany z częstochowskim środowiskiem fotograficznym – mieszka i pracuje w Częstochowie, gdzie prowadzi Autorską Galerię Fotografii Czas Podróży. Jest inicjatorem i współorganizatorem cyklicznego Międzynarodowego Salonu Fotografii Artystycznej Lekarzy PhotoArtMedica. Jest kuratorem i gospodarzem cyklu fotograficznego Obrazki z podróży, prezentującego dorobek twórczy autorów fotografii podróżniczej. Szczególne miejsce w jego twórczości zajmuje fotografia architektury oraz fotografia krajobrazowa, przyrodnicza i podróżnicza. Jest pasjonatem podróżnikiem. Pokłosiem podróży Krzysztofa Muskalskiego do wielu miejsc Polski, Afryki, Ameryki, Australii i Oceanii, Azji oraz Europy – jest wiele zarchiwizowanych fotografii i cykli fotograficznych, prezentowanych na licznych wystawach, prelekcjach, spotkaniach, pokazach multimedialnych.  
Krzysztof Muskalski jest autorem i współautorem wielu wystaw fotograficznych; indywidualnych, zbiorowych, poplenerowych, pokonkursowych. Brał aktywny udział w Międzynarodowych Salonach Fotograficznych, organizowanych m.in. pod patronatem FIAP, zdobywając wiele akceptacji, medali, nagród, wyróżnień, dyplomów, listów gratulacyjnych. Jest członkiem rzeczywistym Okręgu Świętokrzyskiego Związku Polskich Artystów Fotografików (legitymacja nr 1003). W 2013 roku został przyjęty w poczet członków Fotoklubu Rzeczypospolitej Polskiej Stowarzyszenia Twórców (legitymacja nr 356).  
Pokłosiem udziału w Międzynarodowych Salonach Fotograficznych (pod patronatem FIAP) było przyznanie Krzysztofowi Muskalskiemu w 2016 roku tytułu honorowego Artiste FIAP (AFIAP), w 2017 roku tytuł Excellence FIAP (EFIAP), w 2018 roku tytułu Excellence FIAP Bronze (EFIAP/b), w 2019 roku tytułu Excellence FIAP Silver (EFIAP/s), w 2020 Excellence FIAP Gold (EFIAP/g), w 2022 Excellence FIAP Platinum (EFIAP/p) – tytułów nadanych przez Międzynarodową Federację Sztuki Fotograficznej FIAP, obecnie z siedzibą w Luksemburgu. W 2018 roku został uhonorowany Medalem „Za Zasługi dla Fotografii Polskiej” – odznaczeniem przyznawanym przez Kapitułę Fotoklubu Rzeczypospolitej Polskiej Stowarzyszenia Twórców – w 100. rocznicę odzyskania przez Polskę niepodległości. 

## Wystawy indywidualne
- Kanion Antylopy (2009)
- Vanuatu – Raj Nietknięty (2009)[27]
- Przenikanie (2009)
- Kolory Filipin (2010)
- Praga Magiczna (2010)
- Lijiang – Klejnot Yunanu; z cyklu Chińska Odyseja (2010)
- Twarze Bajonu (2011)
- Skarby Xi'anu; z cyklu Chińska Odyseja (2011)[28]
- Za Kołem (2011)
- Pekin – Miasto nieZakazane; z cyklu Chińska Odyseja (2011)
- Teide – Impresje znad Chmur (2012)
- Przełomy Jangcy; z cyklu Chińska Odyseja (2012)
- Generał Sherman i jego Żołnierze (2012)
- Meczet (2012)
- Doliną Wiercicy; z cyklu Kraj Jurajski (2013)[29]
- Łuski Smoka z Longsheng; z cyklu Chińska Odyseja (2013)
- W zaułkach Ferrary (2013)
- Wietnam nostalgicznie (2013)
- Boskie Rio (2014)
- Atchafalaya – w królestwie mokradeł (2014)
- Ekwador – po obu stronach równika (2014)
- Sokole Góry barwnie; z cyklu Kraj Jurajski (2014)
- Peru – Inkowie i konkwistadorzy (2015)
- Japonia spod kwitnącej wiśni (2015)[30]
- Toskania jesiennie (2015)[31]
- Yosemite – śladami Ansela Adamsa (2016)[32]
- Majowe Morawy (2016)
- Ogrodzieniec – Twierdza mocy; z cyklu Kraj Jurajski (2016)
- Grenlandia – kolorowy odcień bieli (2017)
- Obrazki z podróży – Regionalny Ośrodek Kultury (Częstochowa 2020)[33]
- Zanzibar – Hakuna Matata – Autorska Galeria Fotografii Czas Podróży (Częstochowa 2022)[34]
- Korea Północna zza uchylonych drzwi – Autorska Galeria Fotografii Czas Podróży (Częstochowa 2022)[35]
- Magia Radżastanu – Muzeum Sztuki Dalekiego Wschodu – Kamienica Pod Gwiazdą (Toruń 2024)[36]
- Viaggi immaginari – Palazzo da Mula (Wenecja 2025)[37]

Źródło

## Odznaczenia
- Medal „Za Zasługi dla Fotografii Polskiej” (2018)[25]

## Publikacje (albumy)
- Czas Podróży; Wydawnictwo.: Johnson & Johnson Vision Care – Częstochowa 2005[11][9][38]